# Waipekakoura (rivière)
La rivière Waipekakoura (en anglais : Waipekakoura River) est un cours d’eau de la région du  Northland dans l’Île du Nord de la Nouvelle-Zélande.

## Géographie
Elle s’écoule vers l’est pour atteindre le fleuve Kerikeri à cinq kilomètres à l’ouest de la ville de Kerikeri.